# Makiko Nabei
Makiko Nabei (鍋井 まき子 Nabei Makiko, Prefectura de Kagawa, 13 de febrero de 1981) es una seiyū japonesa. Ha participado en series como Nyan Koi!, Seto no Hanayome, Kamisama Dolls y Special A, entre otras. Está afiliada a Mausu Promotion.

## Roles Interpretados

### Series de Anime
- Ayakashi como Aiko Yakushiji (ep 7)
- Gintama como Hiroshi (ep 135)
- Jigoku Shōjo Mitsuganae como Kurotsuka Yukina (ep 19)
- Joker Game como la Propietaria de Hanabishi (ep 2)
- Kamisama Dolls como Chihaya Senō
- Moyashimon como Lacis (ep 3)
- Nyan Koi! como Shizue Kōsaka
- Rampo Kitan: Game of Laplace como la madre de Namikoshi (ep 10)
- Sakura Trick como la madre de Haruka (ep 8)
- Seto no Hanayome como Ren Seto
- Sket Dance como Suemasu
- Special A como Masako Hanazono
- Tentai Senshi Sunred como Kayoko
- Tentai Senshi Sunred 2 como Kayoko
- Wakako-zake como la madre de Wakako (ep 5)

### OVAs
- Seto no Hanayome como Ren Seto

## Música
- Interpretó el tema Namida Ichirin para el anime Seto no Hanayome.[3]